# Troels Christensen
Troels Christensen (født 31. juli 1954 i Slagelse) er en dansk politiker og medlem af byrådet i Slagelse Kommune for Konservative. Han var tidligere medlem af Folketinget for Venstre og borgmester i Hashøj Kommune for Venstre. Hans tvillingebror er Villum Christensen, der  er politiker i Liberal Alliance. I dag er Troels Christensen, efter en periode i Liberal Alliance, medlem af Det Konservative Folkeparti. 

## Tidlige liv
Christensen blev født i 1954 på en gård nær Slagelse som søn af landmand Otto Christensen og Else Christensen. Christensen er tvillingebror til den tidligere radikale politiker, nu Liberal Alliance, Villum Christensen. Han har også en søster, Kirsten og en bror, Brian.
Christensen var som ganske ung politisk engageret og fulgte familiens politiske standpunkt og meldte sig ind i Venstre.
Han er folkeskolelærer og har en HD i marketing.

## Politisk karriere
Efter ganske kort tid i lokalpolitik blev Christensen opstillet som nr. 2 på Venstres liste ved kommunalvalget til Hashøj Kommune i 2001. Da resultatet forelå, var Christensen tvillingebror Villum Christensen, der havde siddet i byrådet i en længere periode for Radikal Venstre, tungen på vægtskålen. Villum Christensen pegede da på sin bror som borgmester, selv om han ikke var partiets spidskandidat.
Derefter blev Christensen borgmester i Hashøj Kommune, der på nær af to valgperioder havde været en klassisk Venstre-kommune siden 1970. Ved Strukturreformen i 2005 blev det besluttet, at Hashøj Kommune skulle lægges sammen med Slagelse Kommune pr. 1. januar 2007. Borgmesteren i den nye storkommune blev Slagelse Kommunes socialdemokratiske borgmester, Lis Tribler.
Han stillede derefter op til folketingsvalget i 2005 for Venstre i Vestsjællands Amtskreds og blev valgt ind. Han sad i Folketinget til folketingsvalget i 2011.
Han blev for alvor kendt ved folketingsvalget i 2007 ved at stå bag valgsangen Jeg vil male Sjælland blå, som er kåret af DR-P4s lyttere som den bedste valgsang 2007.
I 2013 blev Christensen ekskluderet fra Venstre, efter der havde været en uoverensstemmelse om valget af en politisk repræsentant i en museumsbestyrelse. Han fortsatte som løsgænger, til han den 15. januar 2013 meldte sig ind i Liberal Alliance.
Ved kommunalvalget i 2013 blev han igen valgt ind i byrådet i Slagelse Kommune.

## Privat
Troels Christensen er gift med Jeanette Snedker, men hvem han har to børn. Han har to børnebørn.

## Ekstern kilde/henvisning
- Troels Christensens hjemmeside